# Biegi narciarskie na Mistrzostwach Świata w Narciarstwie Klasycznym 1931
Zawody w biegach narciarskich na VI Mistrzostwach świata w narciarstwie klasycznym odbyły się w dniach 13 lutego – 15 lutego 1931 w niemieckim Oberhofie. Rozgrywano tylko biegi mężczyzn. Polacy nie startowali.

## Terminarz
| Data           | Miejscowość | Konkurencja                                           | Złoto                | Srebro              | Brąz          |
| -------------- | ----------- | ----------------------------------------------------- | -------------------- | ------------------- | ------------- |
| 13 lutego 1931 | Oberhof     | Bieg indywidualny mężczyzn na 18 km stylem klasycznym | Johan Grøttumsbråten | Kristian Hovde      | Nils Svärd    |
| 15 lutego 1931 | Oberhof     | Bieg indywidualny mężczyzn na 50 km stylem klasycznym | Ole Stenen           | Martin Peder Vangli | Karl Lindberg |

## Wyniki zawodów

### 18 km techniką klasyczną
- Data 13 lutego 1931

| Medal | Zawodnik             | Narodowość       | Wynik   |
| ----- | -------------------- | ---------------- | ------- |
|       | Johan Grøttumsbråten | Norwegia         | 1:23:43 |
|       | Kristian Hovde       | Norwegia         | 1:24:09 |
|       | Nils Svärd           | Szwecja          | 1:25:27 |
| 4     | Karl Lindberg        | Szwecja          | 1:25:29 |
| 5     | Hugo Wicksell        | Szwecja          | 1:25:34 |
| 6     | Martin Peder Vangli  | Norwegia         | 1:25:50 |
| 7     | Arne Rustadstuen     | Norwegia         | 1:26:02 |
| 8     | Ole Stenen           | Norwegia         | 1:26:18 |
| 9     | Esko Järvinen        | Finlandia        | 1:29:02 |
| 10    | Herbert Leupold      | Rzesza Niemiecka | 1:29:27 |

### 50 km techniką klasyczną
- Data 15 lutego 1931

| Medal | Zawodnik            | Narodowość       | Wynik   |
| ----- | ------------------- | ---------------- | ------- |
|       | Ole Stenen          | Norwegia         | 3:52:00 |
|       | Martin Peder Vangli | Norwegia         | 3:52:35 |
|       | Karl Lindberg       | Szwecja          | 3:55:44 |
| 4     | Nils Svärd          | Szwecja          | 3:58:52 |
| 5     | Kristian Hovde      | Norwegia         | 3:59:10 |
| 6     | Hugo Wicksell       | Szwecja          | 4:02:19 |
| 7     | Antonín Bartoň      | Czechosłowacja   | 4:12:28 |
| 8     | Otto Wahl           | Rzesza Niemiecka | 4:13:51 |
| 9     | František Fišera    | Czechosłowacja   | 4:15:53 |
| 10    | Josef Německý       | Czechosłowacja   | 4:16:49 |

## Klasyfikacja medalowa dla konkurencji biegowych MŚ
| #  | Reprezentacja | Złoto | Srebro | Brąz | Razem |
| -- | ------------- | ----- | ------ | ---- | ----- |
| 1. | Norwegia      | 2     | 2      | 0    | 4     |
| 2. | Szwecja       | 0     | 0      | 2    | 2     |